# Secretaría de Medios y Comunicación Pública
La Secretaría de Medios y Comunicación Pública es un organismo con rango de secretaría de gobierno, que al momento de su creación dependía de la Jefatura de Gabinete de Ministros de la República Argentina. El organismo fue creado en diciembre de 2015 por decreto del presidente Mauricio Macri.
En diciembre de 2023, pocos días después de iniciada la presidencia de Javier Milei, la Secretaría de Medios y Comunicación Pública fue transferida a la órbita de la Secretaría de Comunicación y Prensa de la Presidencia de la Nación, mediante el decreto 45/2023.

## Historia
Fue creado vía decreto el 10 de diciembre de 2015 como Sistema Federal de Medios y Contenidos Públicos mediante el decreto número 12/2015 del Poder Ejecutivo Nacional publicado en el Boletín Oficial de la República Argentina número 33 273 del 11 de diciembre de 2015. El decreto número 26/2015 designó a Hernán Lombardi como titular. Mauricio Macri ya había adelantado la creación del sistema y la designación.Fue Secretario de Medios del gobierno porteño entre 2011 y 2015, en reemplazo de Gregorio Centurion, secretario de comunicación social del gobierno porteño, Gregorio Centurión, de 51 años, que aparentemente apareció muerto en circunstancias extrañas, vinculada a una causa por corrupción y al escándalo de las escuchas ilegales que involucraba a Macri.e
El 27 de marzo de 2016, Lombardi anunció que Argentina ya no integrará la sociedad propietaria de Telesur. De esta forma, la señal dejará de ser de inclusión en las grillas de la televisión paga puesto a que dejaría de ser un canal estatal. Argentina se convertia en el primer socio fundador en salir de la cadena latinoamericana. El 7 de junio de 2016, el gobierno argentino anunció oficialmente que sacaría definitivamente la señal Telesur de la Televisión digital terrestre en Argentina (TDA), siendo dada de baja a fines de dicho mes, el día 29. Durante el período 2015/2018 cuando los medios públicos quedaron subordinados a la secretaría, se acrecentó el déficit operativo y financiero de la TV Pública y Radio Nacional finalizando en un déficit anual de más de 3.860 millones de pesos; durante su gestión la TV Pública promedió apenas un punto de índice de audiencia, y Radio Nacional dejó de ser evaluada por Ibope por decisión de las autoridades. Además, se impuso un “apagón informativo” suprimiendo todas las ediciones de los noticieros del fin de semana. Varios trabajadores denunciaron censuras en el tratamiento de temas "incómodos" para el gobierno. Diferentes periodistas y artistas anunciaron que desde la secretaría se elaboraron listas negras de periodistas y artistas opositores, que no pudieron trabajar libremente durante el periodo 2015/2019. Periodistas de la TV Pública denunciaron que desde la llegada de Lombardi a la secretaría circulaban listas en donde se detallaban funciones, simpatías políticas y cuestiones de la vida privada de decenas de trabajadores y trabajadoras del canal y que con base en eso se produjeron despidos.
El 9 de junio de 2016, la Secretaría de Medios y Comunicación Pública de la República Argentina anunció la suspensión de la señal de RT en Español (propiedad del gobierno de la Federación Rusa) en la TDA. Victoria Vorontsova, directora de emisión del canal ruso, declaró que el gobierno argentino se había acercado a Estados Unidos y que no le sorprendería que «en esa frecuencia apareciera la CNN en vez de un canal regional». Finalmente, se llevó a cabo un acuerdo con el gobierno de Rusia a partir del cual la señal permaneció en la TDA Argentina, tras la renovación del contrato y el lanzamiento de nuevos proyectos.

## Cambio a Secretaría
El 5 de septiembre de 2018, en el marco de una reestructuración del Estado, el cargo de titular del Sistema Federal de Medios y Contenidos Públicos descendió de categoría ministerial a secretaría.
Tras la asunción de Alberto Fernández como presidente, Francisco Meritello fue nombrado al frente de la Secretaría de Medios y Comunicación Pública de la República Argentina.
En 2021 tras la salida de Francisco Meritello, designan por primera vez una mujer en el cargo, la periodista especializada en Salud Valeria Zapesochny.

## Funciones
El 23 de diciembre de 2015, se publicó el decreto número 237/2015 que especificó las funciones del Sistema: «asistir al jefe de Gabinete de Ministros en todo lo inherente a las expresiones tecnológicas, artísticas, educativas, culturales, informativas y formativas, y aquellas vinculadas a la divulgación del conocimiento que el Estado propicie difundir a través de medios audiovisuales, redes digitales, parques temáticos u otros». También se indicó que debe colaborar con la Jefatura de Gabinete en la «planificación y administración de la ejecución de la publicidad oficial de los actos de gobierno», que se encargará de la presencia del Estado Nacional argentino en ferias y exposiciones al interior y exterior del país, y que debe cumplir con «los criterios centrales de respeto del pluralismo político, religioso, cultural, lingüístico y social en la generación de contenidos públicos».

## Composición
El sistema está a cargo de la administración y el funcionamiento de:
- Radio y Televisión Argentina: Canal 7 de Buenos Aires (Televisión Pública), Canal 12 de Trenque Lauquen, Radio Nacional[21] y Radiodifusión Argentina al Exterior (RAE)
- Télam (Agencia Nacional de Noticias)
- Los canales de televisión digital Encuentro, Pakapaka, DeporTV (que anteriormente dependían del Ministerio de Educación),[9] CINE.AR, y Tec.
- El streaming Cont.ar.

También se hizo cargo de la administración, operación, programación y desarrollo de:
- Polo de Producción Audiovisual
- Tecnópolis (Parque Temático)
- Banco Audiovisual de Contenidos Universales Argentino
- Centro Cultural Domingo Faustino Sarmiento (ex Centro Cultural Kirchner)

También se hizo cargo de la administración, operación, programación y desarrollo de la participación del Estado argentino en la cadena de noticias Telesur con sede en Venezuela. En marzo de 2016 Argentina dejó de integrar la sociedad propietaria de Telesur. 
El decreto 237/2015 también indicó la participación del sistema «en el Consejo Asesor del Sistema Argentino de Televisión Digital Terrestre, pudiendo delegar dicha función en un funcionario del Sistema Federal de Medios y Contenidos Públicos con rango no inferior a Secretario».